# ダサイン
ダサイン祭り （ネパール語: दशैं、 英: Dasain）　または　ビジャ・ダサミ（ネパール語: विजया दशमी、　英: Vijayadashami）  
または ダセーラ（英: Dasara）は、ネパール、インドのシッキム州、西ベンガル州のダージリン地域、アッサム州やメガラヤ州とブータン等でお祝うヒンドゥー教の祭り。

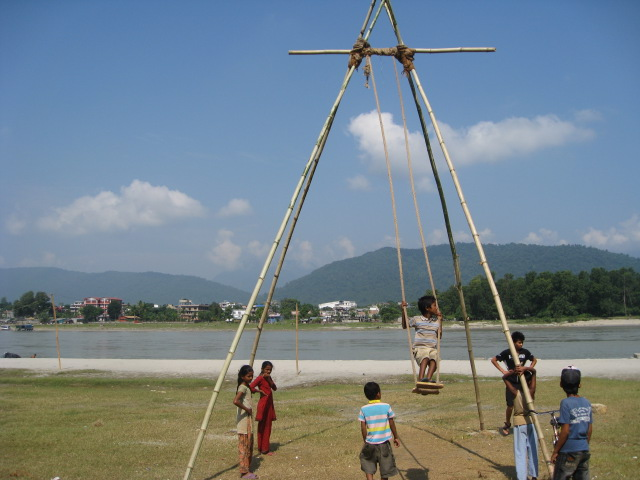
ダサイン祭りの伝統バンブースイング

## ダサインという祭り
ダサインはネパールで15日間の国家（宗教的）最大の祭り。インドのシッキム州ではステート・フェスティバルとして祝う。
ブータンではダサインの日は、国民の休日である。インドの東北地方以外の地域ではダサインの様々な名前とお祝いの方法があるが、目的は悪に対する善の勝利を祝うという共通点がある。海外ではネパール系民族を始め多くのヒンドゥー教の人々が毎年ダセーラの祭りを様々な儀式や行事を行って世界中で祝う。

## 親族とコミュニティとの絆
ダサイン祭りは毎年稲の収穫前に、9月〜10月頃に2週間ほどお祝うもので、ヒンドゥー教の暦(ネパール暦)によって毎年祭りの開始と終了日が変わることが多い。この祭りは、家族、親族や親戚の集まりを強調するために知られており、コミュニティとの絆を深める為の最も年に一度だけの大きなイベントでもある。ダサイン祭りを親族と祝おうと地元の親族から都会に出かけている人々を始め、海外に留学中の学生から出稼ぎにきた人たちや軍隊の人々まで世界の隅々から人々は実家あるいは親族の元へ戻る。
祭りが始まると学校や企業そして行政機関も約10日間の休みに入る。学校等の教育機関は2週間くらい休みとなる。
ダサインは、日本でお正月に実家に帰省するのと同じ感覚である。

## ティカとジャマラ

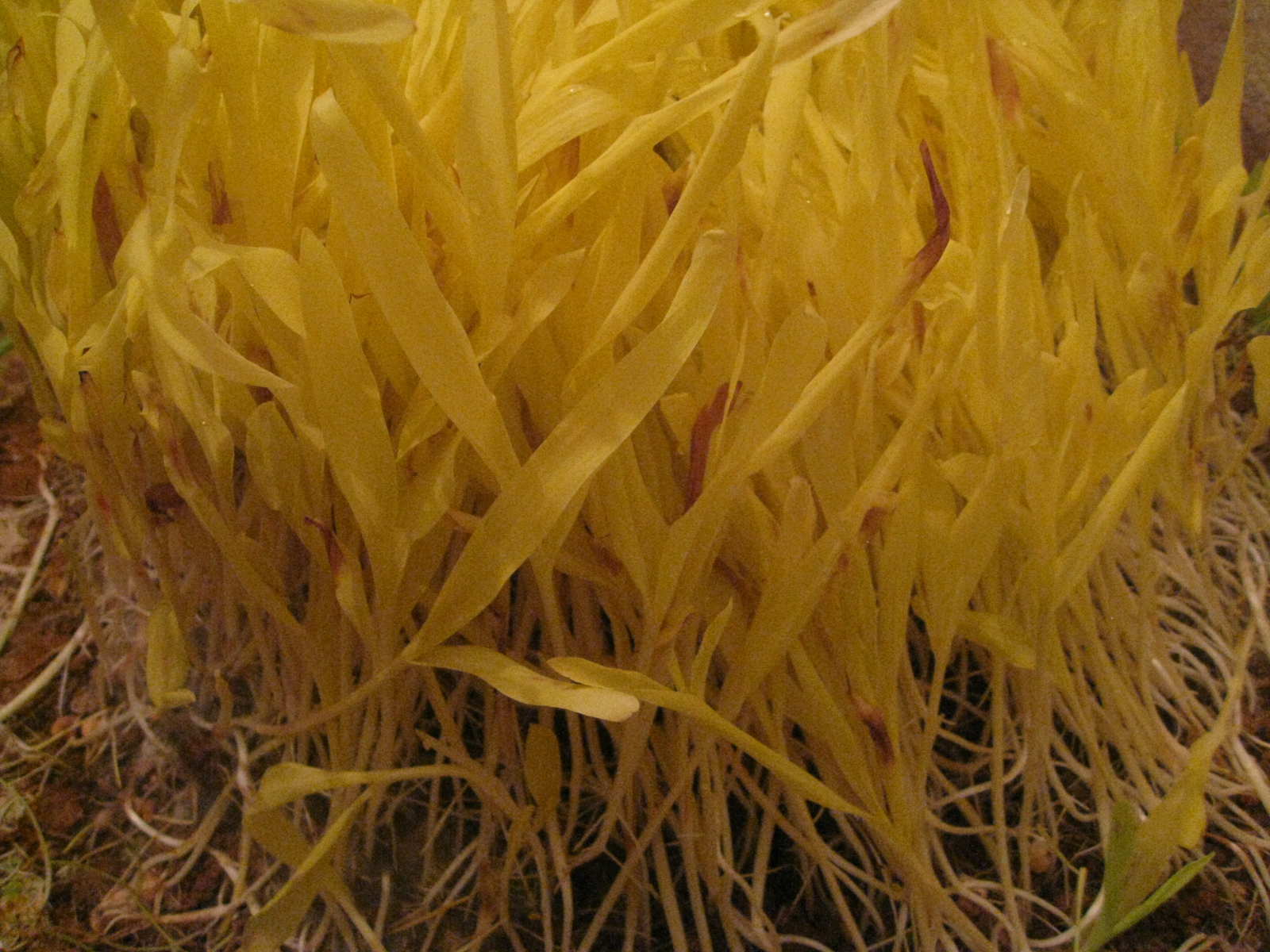
ダサイン・ティカの日のジャマラ

一般的にダサインの初日はガタスタパナ（鉢おさめ）「Ghatasthapana」から始まる。この日に、祈り部屋に少量の砂を用意し、聖水が入ったカラシュ（儀礼などに用いる特別な容器）をその上に設置する。それを牛糞で覆う。この牛糞と砂に大麦の種が植えられる。また、この種まきは占いによって適切な時間に実行されることになっている。この儀式は家父長または司祭によって実行される。
毎日の大麦の種への聖水まきもすべて家父長によってされる。十日ぐらいでこの種が5・6センチぐらいの黄色い苗に成長する。これがジャマラというものでティカの時に年配者からもらえるものの正体である。
ガタスタパナの七日目がフルパティ「Fulpaati」の日である。ネパールでは国王がいた時までは、この日にゴルカにある国王の実家からジャマラをカトマンズに持ってくる儀式があった。

## 神話と動物のサクリファイス
八日目のアスタミ「Asthami」の日は動物の犠牲の日である。ドゥルガ女神にシンボリック的に動物の血を捧げる。
ダサインは善が悪に勝ったことを祝う祭りで、ドゥルガ女神によって水牛に変化した阿修羅の退治を祝うお祭りである。この阿修羅退治に十日かかったことから数字のダス（10）からダサインと言われる。
また、ヒンドゥー教では水牛を食べて、牛を食べないのもこういった水牛は阿修羅の変化で牛は神の使いとされるヒンドゥー教の神話に基づいているものである。
民族やカーストによって多少祝い方の差があれど、ネパール全国で、特にカトマンズ盆地では略全てのドゥルガ(カリ、マハカリ、またはカリカとも言われる)女神の寺院にオスのヤギ、水牛、アヒルや鶏に至るまで、女神に捧げるものとし犠牲を受ける。この肉は、「プラサード」といい女神によって祝福された食べ物として家に持ち込み、調理される。
カーストや民族によって女神に動物の犠牲をしないで、代わりにパパイヤやココナツ等の果物を切断して「悪魔との戦闘に燃えている」マハカリ女神にお礼を示すこともある。更には、寺院でハトを開放し、「マハカリの怒り」を覚めるという習慣がある。善と悪の戦いの中で人間は善側に立って女神の勝利を祈り、それを祝うものである。
また、インドの西ベンガル州、シッキム州、アッサム州、ブータンでも少し変わった形で女神に捧げを行うが、
動物の切断の取り締まりが厳しい。

## 商売道具の清め
九日目のナバミ「Navami」の日にも生贄、特に商売道具、機械類や刃物等を清める儀式(プジャ)がある。
人々や家族連れはドゥルガ女神の寺院を訪れ、礼拝を行う。親族はお互いに馳走を振舞う。

## メインディーはティカの日
十日目がメインのダサミ「Dasami」の日で年配者からティカ「Tilaka」をしてもらいジャマラ「Jamara」をもらう。

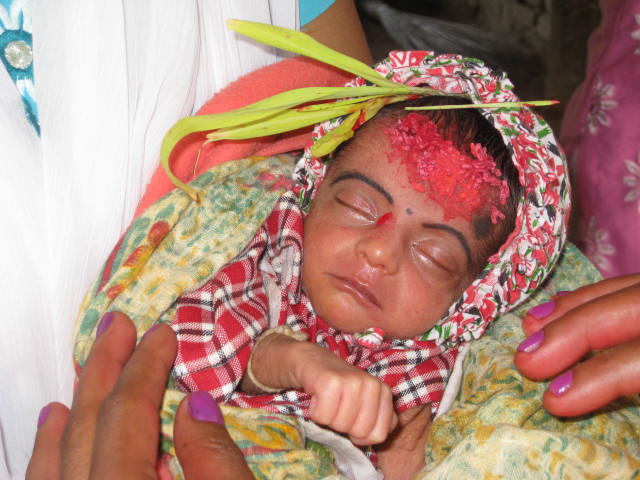
ダサイン祭りは人生の喜びを分かち合うネパール最大のお祭り

ティカは、米、ヨーグルトと朱色の混合物で、女性によって調製される。赤色はに家族を結ぶ幸せの象徴である。年配者は、来年の豊饒と豊富で、それらを祝福するために若い親戚の額にティカをつけてくれる。更に、この時点で若い親族に、ダクシナ「Dakshina」と言われ少額のお金を与える。
このティカの儀式はダサミから四日続き、満月の日にお祭りが終了する。親族はダサミの後にも遠くから親族のところへ訪れ、ティカを付けてもらう。
一方、ネパールでは国王がいたときは、国王もクマリなどからティカを授かる儀式を開催していた。しかし、世俗国家となって大統領制になった今ではそういう儀式は廃止され、一応、非公式に大統領がティカをする場は持つそうだ。
- 2011年のダサイン祭りは、ガタスタパナが9月28日、フルパティが10月3日で、ティカ(ビジャ・ダサミ)は10月6日。
- 2012年のダサイン祭りは、ガタスタパナが10月16日(火曜日)、ティカ(ビジャ・ダサミ)は10月24日(水曜日)。
- 2013年のダサイン祭りは、ガタスタパナが10月5日(土曜日)、ティカ(ビジャ・ダサミ)は10月14日(月曜日)。
- 2014年のダサイン祭りは、ガタスタパナが9月25日(木曜日)、フルパティが10月1日で、ティカ(ビジャ・ダサミ)は10月3日(金曜日)。
- 2015年のダサイン祭りは、ガタスタパナが10月14日(水曜日)、フルパティが10月20日で、ティカ(ビジャ・ダサミ)は10月23日(金曜日)となっている。
- 2016年のダサイン祭りは、ガタスタパナが10月2日(月曜日)、フルパティが10月8日で、ティカ(ビジャ・ダサミ)は10月11日(火曜日)。
- 2017年のダサイン祭りは、ガタスタパナが9月22日(土曜日)、フルパティが9月27日で、ティカ(ビジャ・ダサミ)は9月30日(日曜日)。
- 2018年のダサイン祭りは、ガタスタパナが10月10日(水曜日)、フルパティが10月16日で、ティカ(ビジャ・ダサミ)は10月19日(金曜日)。

## ダサインは年に一度のご馳走
ダサインの祭りはネパールの人々にとって一年の中でも待ちに待った日である。祭りが訪れば新しい服を手に入れることができ、更に貧しい人々にとっては年に唯一の動物蛋白質を口にできる機会である。なお、都会の人々は日頃から肉が手に入る為、特別なものではないとされる。

## 動物の保護運動
毎年ダサインの祭りの最中やそれ以外の伝統儀式で大勢の動物が一斉に犠牲にされること話題に、国内外の動物保護団体からネパール政府に対して規制を設けるよう訴えることがある。
特に問題とされているのは5年毎に開催されるガディマイ寺の儀式がある。